# アレハンドロ・カサナス
アレハンドロ・カサナス・ラミレス （Alejandro Casañas Ramírez、1954年1月29日 - ）は、キューバの陸上競技選手。110mHの選手で、1976年モントリオールオリンピックと1980年モスクワオリンピックに出場し、いずれの大会でも銀メダルを獲得した選手である。ハバナ出身。
カサナスは1977年のブルガリアのソフィアで行われたユニバーシアードで、13秒21の世界新記録を樹立した。

## 自己ベスト
- 110mH　13秒21 (1977年8月21日:ソフィア)

## 主な実績
| 年   | 大会                   | 場所                       | 種目  | 結果   | 記録   |
| ---- | ---------------------- | -------------------------- | ----- | ------ | ------ |
| 1975 | パンアメリカン競技大会 | メキシコシティ(メキシコ)   | 110mH | 1位    | 13秒44 |
| 1976 | オリンピック           | モントリオール(カナダ)     | 110mH | 2位    | 13秒33 |
| 1977 | ユニバーシアード       | ソフィア(ブルガリア)       | 110mH | 1位    | 13秒21 |
| 1977 | IAAF陸上ワールドカップ | デュッセルドルフ(西ドイツ) | 110mH | 2位    | 13秒50 |
| 1979 | パンアメリカン競技大会 | サンフアン(プエルトリコ)   | 110mH | 2位    | 13秒46 |
| 1979 | IAAF陸上ワールドカップ | モントリオール(カナダ)     | 110mH | 3位    | 13秒44 |
| 1980 | オリンピック           | モスクワ(ソビエト連邦)     | 110mH | 2位    | 13秒40 |
| 1981 | IAAF陸上ワールドカップ | ローマ(イタリア)           | 110mH | 2位    | 13秒36 |
| 1983 | 世界陸上競技選手権大会 | ヘルシンキ(フィンランド)   | 110mH | - (sf) | DNS    |
| 1983 | パンアメリカン競技大会 | カラカス(ベネズエラ)       | 110mH | 2位    | 13秒51 |

- sfは準決勝